# Di Yunge

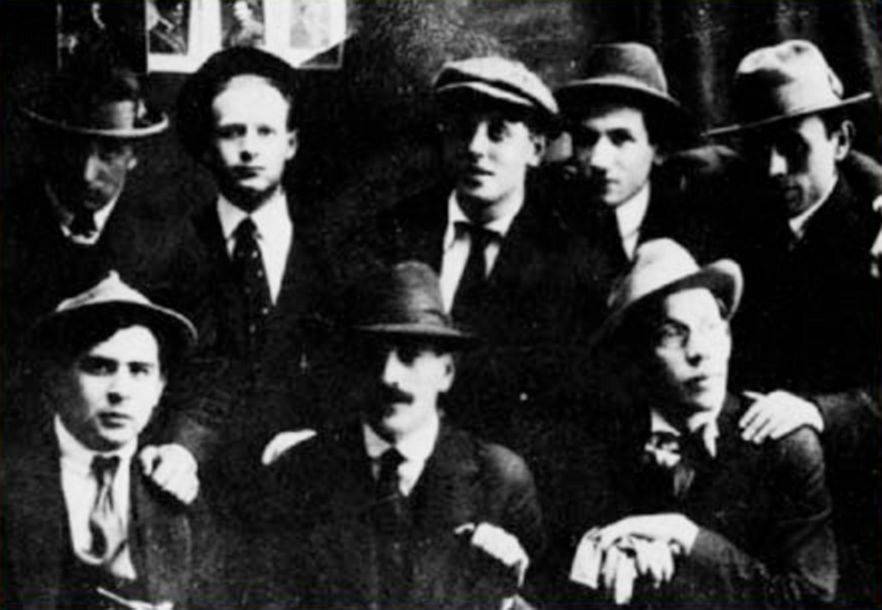
Sitzend, v. l. n. r.: Menakhem Bereisho, Abraham Reisen, Moyshe-Leyb Halpern. Stehend: A. M. Dillon, H. Leivick, Zishe Landau, Reuben Iceland, Isaac Raboy

Di Yunge (jiddisch: די יונגע) war eine Gruppe junger jiddischsprachiger Dichter und Schriftsteller in New York zu Beginn des 20. Jahrhunderts, deren Mitglieder Positionen der literarischen Moderne vertraten.
Die Gruppe entstand in Opposition zu der pathetischen Rhetorik der sogenannten Sweatshop Poets (etwa: Fabrikhöllen-Dichter). Deren Dichtung war als Reaktion auf die schlechten Lebensbedingungen der einwandernden jüdischen Arbeiterklasse und die Auswirkungen der Säkularisierung der jüdischen Einwanderer in Amerika bestimmt von didaktischer Poesie, die Klassenbewusstsein und Klassenkampf predigte. Diese Dichtung hatte wenig aus der Tradition früherer jiddischer Literatur geerbt, und ihre poetische Sprache war von daytshmerish beeinflusst, einem hoch germanisierten Jiddisch, dass vielen als „modern“ galt.
Di Yunge entstand in Abgrenzung zu dieser Art von Poesie, die sie als minderwertig ansah. Damit einte die Dichter dieser neuen Generation vor allem eine gemeinsame Abneigung. Viele von ihnen vertraten ästhetizistische Standpunkte des l’art pour l’art, doch unabhängig vom Standpunkt der einzelnen Mitglieder der Gruppe Di Yunge zur Autonomie der Kunst traten sie für eine Art der Poesie ein, die sich bemühte, die dichterische Sprache zu verfeinern und zu verschönern.
Di Yunge markierte den Beginn einer ernst zu nehmenden modernen jiddischen Literatur in den Vereinigten Staaten. Diese neuen Dichter schufen Poesie in den Stilen von Neo-Romantik, Impressionismus und Symbolismus und waren so die ersten Vertreter einer literarischen Moderne in der amerikanischen jiddischen Literatur.
Dabei vertrat Di Yunge durchaus kein einheitliches literarisches Konzept: Während die Gruppe sich einig war in dem, was sie in der jiddischen Literatur ablehnte, war sie vielfach geteilt in dem, was sie wollte. Daher wurde diese Gruppe nie eine zusammenhängende Einheit, sondern eine Gruppe von Schriftstellern in ständiger Fehde über literarische Fragen.
Politisch vertrat die Gruppe überwiegend radikal linke Positionen. Neben der Herausgabe verschiedener Einzelwerkausgaben und Anthologien veröffentlichte die Gruppe in dem kommunistischen Blatt Frayhayt und der anarchistischen Zeitung Freie Arbeiter Stimme.
Wichtige Mitglieder der Gruppe Di Yunge waren die Dichter Moyshe-Leyb Halpern, H. Leivick, Zishe Landau, Mani Leib sowie die Schriftsteller David Ignatoff und  Isaac Raboy.